# François Bertemes
François Bertemes (* 24. Januar 1958) ist ein deutsch-luxemburgischer Prähistoriker.

## Leben
Bertemes ist der Sohn des luxemburgischen Malers Roger Bertemes und der Bruder des Journalisten, Kurators und Übersetzers Paul Bertemes. Im Jahre 1978 begann er das Studium der Geschichte, Klassischen Philologie und Physikalischen Geographie an den Cours Universitaires in Luxemburg. Im Jahre 1979 setzte er das Studium der Vor- und Frühgeschichte, Vorderasiatischen Archäologie und Geologie an der Universität des Saarlandes in Saarbrücken fort.
Im Jahre 1985 promovierte er bei Rolf Hachmann mit einer kulturgeschichtlichen und paläometallurgischen Studie zum frühbronzezeitlichen Gräberfeld von Gemeinlebarn in Österreich und war seitdem wissenschaftlicher Mitarbeiter am Institut für Vor- und Frühgeschichte der Universität des Saarlandes. In dieser Zeit nahm er an gemeinsamen Forschungsprojekten mit der Karls-Universität Prag und der Universität Sofia sowie den Akademien in Prag, Brünn und Sofia teil. Im Jahre 1997 habilitierte er sich und erhielt in Saarbrücken die Venia legendi.
Nach einer Vertretungsprofessur im Jahre 1998 war er 1999–2025 Professor für Prähistorische Archäologie an der Martin-Luther-Universität Halle-Wittenberg in Halle (Saale). Bis zum Jahr 2006 war er geschäftsführender Direktor des Institutes für Prähistorische Archäologie, das in jenem Jahr mit den Instituten für Klassische Archäologie und Kunstgeschichte zum „Institut für Kunstgeschichte und Archäologien Europas“ zusammengelegt wurde.
Bertemes ist seit dem Jahr 2000 Mitglied der Römisch-Germanischen Kommission und seit 2001 Mitherausgeber der Prähistorischen Zeitschrift.
Er führte die Ausgrabungen der Kreisgrabenanlage von Goseck in Sachsen-Anhalt durch. Seit dem Jahr 2005 leitet er die archäologischen Untersuchungen auf der kleinen, nördlich des antiken Hafens von Didyma an der südlichen Westküste Kleinasiens gelegenen Insel Tavşan Adası. Die Untersuchungen haben das Ziel, die Entstehung und Entwicklung erster städtischer Zentren in der ostägäischen Früh- und Mittelbronzezeit zu beleuchten.

## Schriften (Auswahl)
Aufsätze
- Sonne über Sachsen-Anhalt. In: Antike Welt. Zeitschrift für Archäologie und Kulturgeschichte. Jg. 34, 2003, ISSN 0003-570X, S. 543.
- mit Peter F. Biehl, Andreas Northe und Olaf Schröder: Die neolithische Kreisgrabenanlage von Goseck, Landkreis Weißenfels. In: Archäologie in Sachsen-Anhalt. N.F. Bd. 2, 2004, ISSN 1610-6148, S. 137–145.
- mit Peter F. Biehl: Goseck. Archäologie geht online. In: Archäologie in Deutschland (AiD). Heft 6, 2005, ISSN 0176-8522, S. 36–38.
- Der Forscher Jan Lichardus. In: Valeska Becker, Matthias Thomas, Andrea Wolf-Schuler (Hrsg.): Zeiten, Kulturen, Systeme. Gedenkschrift für Jan Lichardus (= Schriften des Zentrums für Archäologie und Kulturgeschichte des Schwarzmeerraumes. 17). Beier & Beran, Langenweißbach 2009, ISBN 978-3-941171-34-3, S. 1–8.

Monographien
- Das frühbronzezeitliche Gräberfeld von Gemeinlebarn. Kulturgeschichtliche und Paläometallurgische Studien (= Saarbrücker Beiträge zur Altertumskunde. 45). Habelt, Bonn 1989, ISBN 3-7749-2371-X (Zugleich: Saarbrücken, Universität, Dissertation, 1984).
- Beiträge in: Saar-Pfalz-Kreis (= Führer zu archäologischen Denkmälern in Deutschland. 18). Theiss, Stuttgart 1988, ISBN 3-8062-0577-9.